# Doktershopping
Doktershopping is het fenomeen waarbij mensen een groot aantal dokters bezoeken omdat ze ofwel geen diagnose hebben of niet akkoord gaan met de gestelde diagnose.
Deze groep heeft een groot aantal klachten waarbij ongeveer de helft van de patiënten een bijkomende somatische of psychiatrische aandoening heeft. Vaak zijn er ook diverse sociale problemen en geen goede steungroep
Dit is geassocieerd met een somatisatiestoornis en somatisch onverklaarde klachten.